# Anne Krigsvoll
Anne Katharine Krigsvoll (ur. 4 lutego 1957 w Trondheim) – norweska aktorka filmowa i teatralna.
Absolwentka Państwowej Wyższej Szkoły Teatralnej w Oslo (Statens Teaterhøgskole). Zadebiutowała na scenie w 1982 roku w Teatrze Narodowym w Oslo. 
Przełomem w jej karierze był udział w miniserialu telewizyjnym nadawanym w 1987 przez NRK pt. Av måneskinn gror det ingenting. Aktorka otrzymała za rolę Clary w tym serialu norweską nagrodę Amanda (norw. Amandaprisen) w 1988 roku.
Anne Krigsvoll jest związana z Teatrem Narodowym w Oslo (Nationaltheatret), występowała też w Trøndelag Teater w Trondheim i Oslo Nye Teater.

## Filmografia
- 1987 – Av måneskinn gror det ingenting (miniserial telewizyjny) jako Clara
- 1991 – For dagene er onde jako Hildegunn
- 1993 – Stella Polaris jako kobieta
- 1994 – Vestavind (serial telewizyjny) jako Ellinor (sezon 1, odc. 7–8)
- 2006 – Uro jako matka
- 2012–2014 – Lilyhammer (serial telewizyjny) jako policjantka Laila Hovland
- 2015 – Kvinner i for store herreskjorter jako Agnes Kalvatn
- 2017 – Rett vest jako Kari
- 2021 – Clue: Maltesergåten jako Åse Malden
- 2023 – Munch jako Edvard Munch w wieku 80 lat[2]

## Nagrody
- 1988 – Nagroda Amanda za rolę w miniserialu Av måneskinn gror det ingenting[3]
- 1999, 2019, 2020 – Nagroda Hedda (nagroda teatralna)[3]
- 2015 – Nagroda Amanda za najlepszą rolę drugoplanową w filmie Kvinner i for store herreskjorter[4]